# Ferrières-en-Brie
 Ferrières-en-Brie  es una población y comuna francesa, en la región de Isla de Francia, departamento de Sena y Marne, en el distrito de Torcy y cantón de Torcy.

## Demografía
| 415                       | 383 | 346 | 383 | 408 | 433 | 436 | 494 | 584 | 700 | 762 | 847 | 802 | 797 | 839 | 930 | 931 | 937 | 961 | 898 | 815 | 678 | 739 | 699 | 715 | 605 | 673 | 833 | 941 | 1 031 | 1 340 | 1 445 | 1 655 | 2 078 | 2 138 |
| (Fuente: INSEE y Cassini) |     |     |     |     |     |     |     |     |     |     |     |     |     |     |     |     |     |     |     |     |     |     |     |     |     |     |     |     |       |       |       |       |       |       |

## Monumentos y lugares turísticos

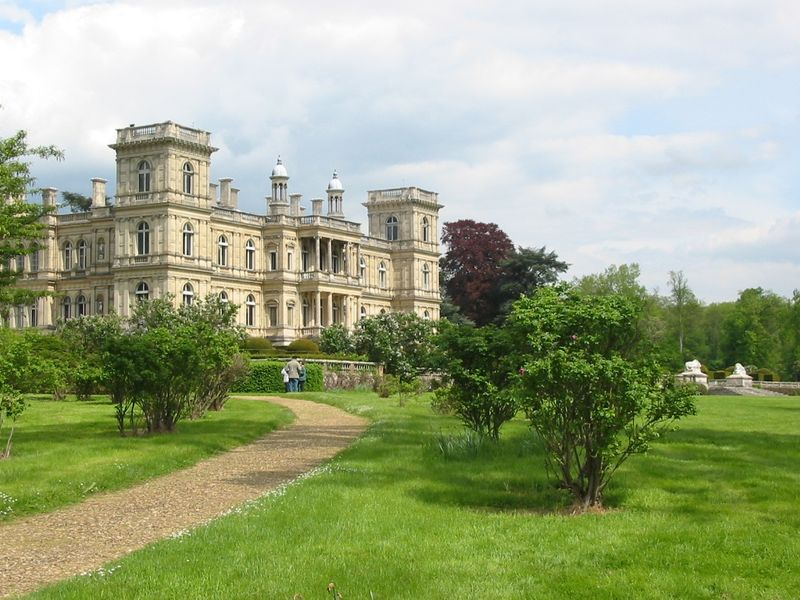
Castillo de Ferrières-en-Brie.

castillo de Ferrières ha sido construido entre 1853 y 1861 por el arquitecto inglés José Paxton para el barón James de Rothschild.